# مخمصه (فیلم ۱۹۹۶)
«عدالت طبیعی: مخمصه» (انگلیسی: Natural Justice: Heat) یک تله‌فیلم استرالیایی محصول سال ۱۹۹۶ دربارهٔ یک وکیل موتورسوار به نام آستا کادل است که به شهر روستایی یورک در غرب استرالیا می‌رود. این فیلم به فساد پلیس، نژادپرستی، خشونت و قتل می‌پردازد. کلاودیا کاروان در نقش اصلی بازی می‌کند.
بخشی از بودجه این فیلم توسط شرکت مالی فیلم استرالیا و اسکرین‌وست تأمین شد و تهیه‌کنندگان آن پل بارون، بیلی هیوز و جن تایرل از بارون انترتینمنت بودند. فیلمبرداری از ۱۵ ژانویه تا ۱۵ فوریه ۱۹۹۶ به کارگردانی اسکات هارتفورد-دیویس انجام شد. یکی از منتقدان اظهار داشت: «این فیلم کلیشه‌ای است زیرا شامل نگرش نژادپرستانه معمول استرالیایی‌های سفیدپوست نسبت به مردم بومی خود است.»
این فیلم تلویزیونی به عنوان اولین قسمت از سه‌گانه عدالت طبیعی با حضور شخصیت آستا کادل پیشنهاد شد. هر دو فیلم عدالت طبیعی: کلاه‌دوزهای دیوانه کوه مانجارا و عدالت طبیعی: شیطان و دریای آبی عمیق در طول سال ۱۹۹۷ در حال تولید بودند.